# Sporting Club Santhià
Lo Sporting Club Santhià è stato un locale notturno attivo dal 1974 fino al 2019. Si trovava all'uscita del casello autostradale di Santhià sull'A4 Torino-Milano. Ha ospitato nel corso della sua storia alcuni tra i più grandi nomi della musica leggera di tutti i tempi tra cui: Ray Charles, James Brown, Donna Summer, Barry White e Gloria Gaynor. Tra gli italiani si sono esibiti: Lucio Dalla, Antonello Venditti, Franco Battiato, Fred Bongusto e molti altri. Nel periodo d'oro il locale ospitava più di cinquemila persone a settimana.